# Nervo abducente
O nervo abducente ou motor ocular externo constitui, com o homólogo contralateral, o sexto (VI) par de nervos cranianos e um dos três pares de nervos oculomotores. Este nervo é responsável pela inervação de apenas um músculo: recto lateral do olho
Tem função motora, permitindo a lateralização do globo ocular. Associado aos nervos oculomotor e troclear permite a movimentação completa do globo ocular.
Origem
Surge a partir do núcleo abducente, situado na base da ponte, abaixo do assoalho do 4º ventrículo.
Trajeto
Cursam ventralmente pela ponte, emergindo da superfície ventral do tronco encefálico, entre a ponte a pirâmide bulbar. Continuam, anteriormente, através do seio cavernoso e entram na fissura orbitária superior.
Lesões
Podem estar relacionadas a lesão do núcleo abducente na ponte (Síndrome Millard-Gubler) e a compressão no trajeto periférico por aneurisma, tumor e/ou trauma.
1. ↑  Journal "Morphologia", Editorial office (29 de junho de 2015). «Review Gray's Anatomy: The Anatomical Basis of Clinical Practice / 41th edition. – Elsevier, 2015. – 1584 p.». Morphologia (2): 109–110. ISSN 1997-9665. doi:10.26641/1997-9665.2015.2.109-110. Consultado em 15 de março de 2025
2. ↑  Anais da 3ª edição do Congresso Nacional de Engenharia. [S.l.]: ohfw. 3 de outubro de 2023
3. ↑  JURISDICIONAE - 2ª EDIÇÃO. [S.l.]: Even3
4. ↑  Baratto, Leopoldo Clemente (17 de julho de 2018). «RESENHA: SAAD, Glaucia de Azevedo; LÉDA, Paulo Henrique de Oliveira; SÁ, Ivone Manzali de; SEIXLACK, Antonio Carlos de Carvalho. Fitoterapia contemporânea: tradição e ciência na clínica prática. 2ª edição. Rio de Janeiro: Guanabara Koogan, 2016.». VITTALLE - Revista de Ciências da Saúde (1): 191–194. ISSN 2177-7853. doi:10.14295/vittalle.v30i1.7655. Consultado em 15 de março de 2025
5. ↑  JURISDICIONAE - 2ª EDIÇÃO. [S.l.]: Even3